# Neoclytus rufus
Neoclytus rufus là một loài bọ cánh cứng trong họ Cerambycidae.